# René-Levasseur Island

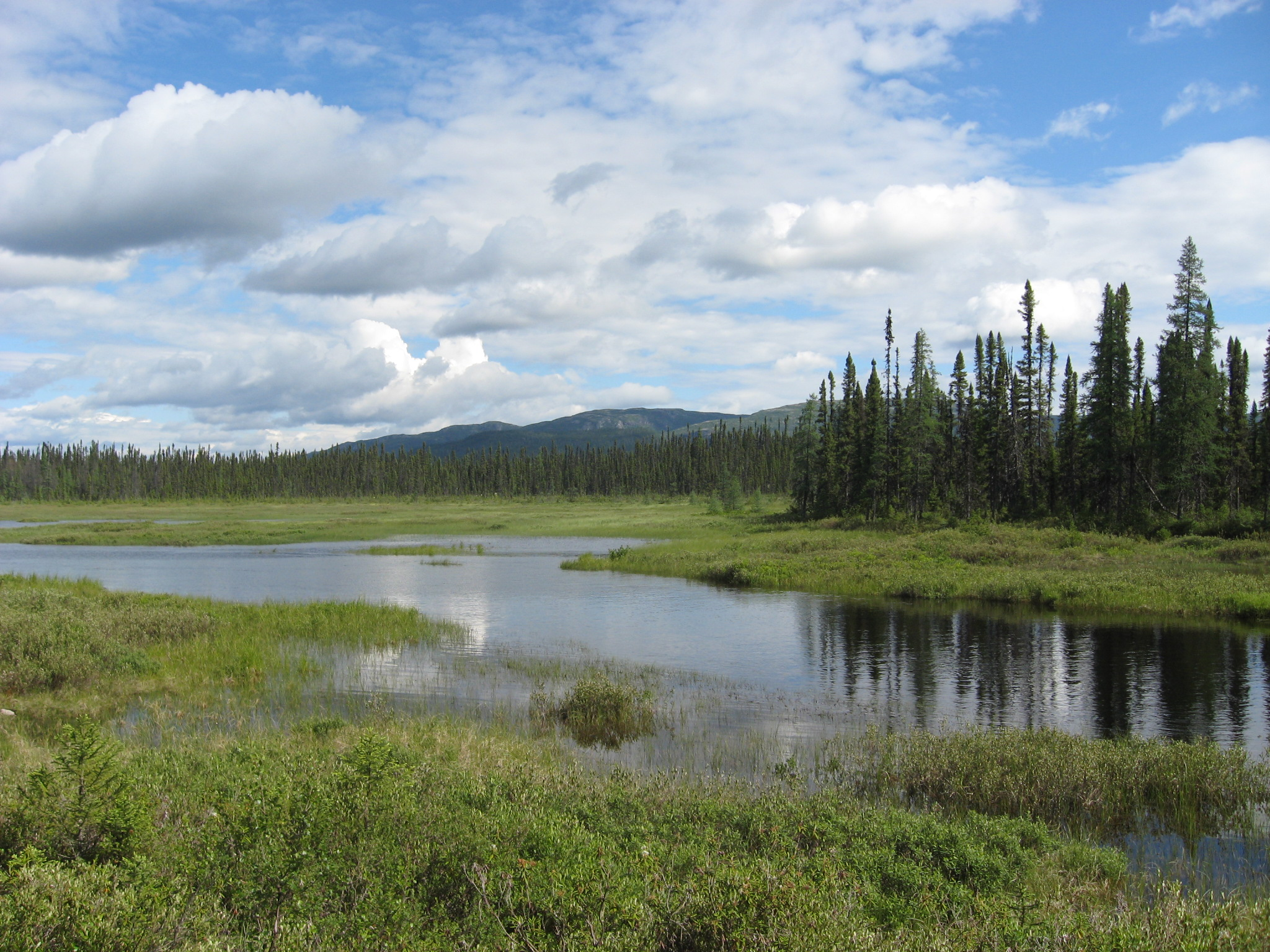
René-Levasseur Island

René-Levasseur Island is een eiland in Canada, in de provincie Quebec. Het eiland, dat een diameter van 72 kilometer heeft, ontstond in 1970 toen een stuwmeer werd aangelegd in de loop van de Manicouagan rivier.
Wat opmerkelijk is, is dat de oppervlakte van het dichtbeboste eiland groter is dan de wateroppervlakte van het meer waar het inligt, feitelijk is die wateroppervlakte een ring rondom het eiland. 
Het eiland bevat twee natuurreservaten. 
De naam komt van de ingenieur die het stuwmeer heeft ontworpen.